# Maria Elizabeth Zucolotto
Maria Elizabeth Zucolotto (Rio de Janeiro, 06 de março de 1957) é uma astrônoma e proeminente divulgadora científica brasileira, responsável pelo Setor de Meteorítica do Museu Nacional do Rio de Janeiro (MN/UFRJ) e Curadora da Coleção de Meteoritos.

## Vida acadêmica
Maria Elizabeth Zucolotto é graduada em Astronomia pelo Observatório do Valongo/UFRJ (1978) com TCC Meteoritos e a formação do Sistema Solar,mestre em Geologia pelo Instituto de Geociências/UFRJ (1988) com a monografia em Meteoritos Metálicos e doutora em Engenharia Metalúrgica e de Materiais pela COPPE/UFRJ (1995) com Tese em Ligas Magnéticas. É professora do Museu Nacional/UFRJ, e curadora da coleção de meteoritos desde 1997, atualmente é professora associada IV e chefe substituta do Departamento de Geologia e Paleontologia. Tem experiência interdisciplinar na área de Planetologia, atuando principalmente nos seguintes temas: meteoritos, identificação, análise e classificação de novos meteoritos brasileiros, divulgação e projetos de extensão com o público e cientistas amadores estimulando a divulgação da meteorítica no Brasil.

## Carreira
Maria Elizabeth Zucolotto ou Beth Zucolotto, como é popularmente conhecida, estuda meteoritos há muitos anos. Em 2019 criou "As Meteoríticas", grupo de cientistas brasilerias que estudam e caçam meteoritos. 

## Publicações
- 2024 – Histórias de Meteorito ou Meteoritos na História? (Com Amanda Tosi)
- 2016 – Exposição: Meteoritos no Pontal do Triângulo Mineiro: Ituiutaba - Uberlândia
- 2016 - O Quê Que os Meteoritos Têm (Com Wilton Pinto de Carvalho Felipe Abrahão Monteiro)
- 2013 – Decifrando os meteoritos (Com Ariadne do Carmo Fonseca; Loiva Lízia Antonello; Felipe Abrahão Monteiro)